# 2018년 3월
| 2018년: 1월 · 2월 · 3월 · 4월 · 5월 · 6월 · 7월 · 8월 · 9월 · 10월 · 11월 · 12월 |

| \| 2018년 3월 1일 (목요일) \| \| 편집 \| |  |      |
| 경제와 비즈니스 - 미국의 도널드 트럼프 대통령이 철강과 알루미늄 수입품에 대한 관세(關稅) 부가 계획을 밝혔다. 이날 다우 존스 산업평균지수는 약 400포인트 이상이 하락하며 장을 마쳤다. |  |      |
| 2018년 3월 1일 (목요일) |  | 편집 |

| 2018년 3월 1일 (목요일) |  | 편집 |

| \| 2018년 3월 2일 (금요일) \| \| 편집 \| |  |      |
| 무력 충돌과 공격 - 2018년 와가두구 테러: 부르키나파소의 수도 와가두구의 국방부 건물과 프랑스 대사관에 총격 테러가 발생하였다. 이로 인하여 최소 28명이 숨지고, 약 50여 명이 부상을 당했다. 부고 - 대한민국과 일본에서 인터넷 밈으로 유명세를 떨친 미국의 포르노 배우 빌리 헤링턴이 교통사고로 사망하였다. 사고 - 2018년 바쿠 화재: 아제르바이잔 바쿠의 한 약물 중독 치료소에서 화재가 발생하였다. 이 사고로 최소 26명이 숨지고 4명이 다쳤다. |  |      |
| 2018년 3월 2일 (금요일) |  | 편집 |

| 2018년 3월 2일 (금요일) |  | 편집 |

| \| 2018년 3월 3일 (토요일) \| \| 편집 \| |  |      |
| 스포츠 - 국제축구연맹(FIFA)이 비디오 판독(Video Assistant Refereem, VAR)을 도입하기로 하였다. 국제 축구 평의회(IFAB)는 스위스 취리히에서 열린 연례 회의에서 해당 건이 만장 일치로 통과되었다고 밝혔다. 이르면 2018년 FIFA 월드컵부터 비디오 판독이 도입된다. 평의회는 이와 함께 연장전에서 추가로 1명을 교체할 수 있도록 하였다. 정치와 선거 - 중화인민공화국에서 양회(兩會, 전국인민대표대회와 중국인민정치협상회의)가 열린다. 주석의 연임 제한 규정을 삭제하는 개헌안 등이 다루어질 예정이다. |  |      |
| 2018년 3월 3일 (토요일) |  | 편집 |

| 2018년 3월 3일 (토요일) |  | 편집 |

| \| 2018년 3월 4일 (일요일) \| \| 편집 \| |  |      |
| 국제 관계 - 대한민국 청와대가 조선민주주의인민공화국에 특별사절단을 파견하다고 밝혔다. 청와대는 3월 5일 정의용 국가안보실장과 서훈 국가정보원장, 천해성 통일부 차관, 김상균 국정원 2차장, 윤건영 국정상황실장으로 구성된 5명의 사절단과 실무자 5명을 더하여 모두 10명이 1박 2일간의 일정으로 평양을 방문하며, 주요 현안을 논의할 예정이라고 밝혔다. 정치와 선거 - 2018년 이탈리아 총선: 이탈리아에서 하원 및 상원 의원 선출을 위한 선거가 실시되었다. |  |      |
| 2018년 3월 4일 (일요일) |  | 편집 |

| 2018년 3월 4일 (일요일) |  | 편집 |

| \| 2018년 3월 5일 (월요일) \| \| 편집 \|                                                                                |  |      |
| 정치와 선거 - 대한민국 제7회 지방 선거: 6월에 치러지는 지방 선거와 관련한 공직선거법 개정안이 국회 본회의를 통과하였다. |  |      |
| 2018년 3월 5일 (월요일)                                                                                                 |  | 편집 |

| 2018년 3월 5일 (월요일) |  | 편집 |

| \| 2018년 3월 6일 (화요일) \| \| 편집 \| |  |      |
| 사회 - 서울시교육청이 수업을 제대로 못하고 파행을 하는 은혜초등학교 재학생을 협의를 통해 전학 시킨뒤, 사실상 폐교수순을 밟았고, 관계자들을 수사기관에 고발하였다. |  |      |
| 2018년 3월 6일 (화요일) |  | 편집 |

| 2018년 3월 6일 (화요일) |  | 편집 |

| \| 2018년 3월 7일 (수요일) \| \| 편집 \| |  |      |
|                                          |  |      |
| 2018년 3월 7일 (수요일)                  |  | 편집 |

| 2018년 3월 7일 (수요일) |  | 편집 |

| \| 2018년 3월 8일 (목요일) \| \| 편집 \|                                                                                               |  |      |
| 경제·비즈니스 - 도널드 트럼프 미국 대통령이 수입산 철강·알루미늄에 대한 관세 부과(각각 25%, 10%) 행정명령에 서명하고, 이를 승인하였다. |  |      |
| 2018년 3월 8일 (목요일) |  | 편집 |

| 2018년 3월 8일 (목요일) |  | 편집 |

| \| 2018년 3월 9일 (금요일) \| \| 편집 \| |  |      |
| 스포츠 - 2018년 동계 패럴림픽: 평창군에서 2018년 동계 올림픽에 이어 동계 패럴림픽이 열린다. 대회는 9 일 개최하여 18 일까지 진행될 예정이다. 사건과 사고 - 서울 종로구 종로6가 흥인지문에서 50대 남성이 불을 지르려다가 시민의 제보로 방화미수혐의로 체포되었다. - 미투 운동으로 지목되었던 가해자 중 하나인 배우 조민기가 서울 광진구 오피스텔에서 목을매 스스로 숨진채 발견되었다. |  |      |
| 2018년 3월 9일 (금요일) |  | 편집 |

| 2018년 3월 9일 (금요일) |  | 편집 |

| \| 2018년 3월 10일 (토요일) \| \| 편집 \|                                                                            |  |      |
| 정치 - 더불어민주당 민병두 의원이 예전에 주점에서 성추행을 했다는 주장이 나오자 의원직을 사퇴하겠다는 의사를 밝혔다. |  |      |
| 2018년 3월 10일 (토요일)                                                                                             |  | 편집 |

| 2018년 3월 10일 (토요일) |  | 편집 |

| \| 2018년 3월 11일 (일요일) \| \| 편집 \| |  |      |
|                                           |  |      |
| 2018년 3월 11일 (일요일)                  |  | 편집 |

| 2018년 3월 11일 (일요일) |  | 편집 |

| \| 2018년 3월 12일 (월요일) \| \| 편집 \|                                                                                                  |  |      |
| 사고 - US-방글라 항공 211편 추락 사고: US-방글라 항공 211편이 트리부반 국제공항 인근에 추락하면서 51 명이 사망하고, 20 명이 부상을 입었다. |  |      |
| 2018년 3월 12일 (월요일) |  | 편집 |

| 2018년 3월 12일 (월요일) |  | 편집 |

| \| 2018년 3월 13일 (화요일) \| \| 편집 \| |  |      |
|                                           |  |      |
| 2018년 3월 13일 (화요일)                  |  | 편집 |

| 2018년 3월 13일 (화요일) |  | 편집 |

| \| 2018년 3월 14일 (수요일) \| \| 편집 \| |  |      |
| 부고 - 영국의 이론물리학자 스티븐 호킹이 76세의 나이로 사망하였다. 사회 - 대한민국 이명박 전 대통령이 뇌물과 횡령 등 혐의로 서울중앙지검에 피의자 신분으로 출석했다. |  |      |
| 2018년 3월 14일 (수요일) |  | 편집 |

| 2018년 3월 14일 (수요일) |  | 편집 |

| \| 2018년 3월 15일 (목요일) \| \| 편집 \| |  |      |
|                                           |  |      |
| 2018년 3월 15일 (목요일)                  |  | 편집 |

| 2018년 3월 15일 (목요일) |  | 편집 |

| \| 2018년 3월 16일 (금요일) \| \| 편집 \|                                                                                               |  |      |
| 재해 - 2017년 포항 지진: 대한민국 포항에서 규모 2.7의 지진이 발생하였다. 대한민국 기상청은 지난해 11월 발생한 지진의 여진이라고 밝혔다. |  |      |
| 2018년 3월 16일 (금요일) |  | 편집 |

| 2018년 3월 16일 (금요일) |  | 편집 |

| \| 2018년 3월 17일 (토요일) \| \| 편집 \| |  |      |
| 사회 - 대한민국 강제추행 의혹이 제기된 한국외대 교수가 자살했다. - 대한민국 수원 올림픽공원에서 박근혜 대통령 무죄 석방을 촉구하는 문재인 대통령 퇴진 운동 집회가 열렸다. 정치와 선거 - 중화인민공화국의 전국인민대표대회에서 시진핑 주석이 재선출 되었다. 2,970 명 대표 전원의 만장일치로 시 주석을 재선출하였으며, 국무원에 대한 개편안도 통과되었다. |  |      |
| 2018년 3월 17일 (토요일) |  | 편집 |

| 2018년 3월 17일 (토요일) |  | 편집 |

| \| 2018년 3월 18일 (일요일) \| \| 편집 \| |  |      |
| 스포츠 - 2018년 동계 패럴림픽 폐막식: 지난 3월 9일 시작한 2018년 동계 패럴림픽이 폐막하였다. 사고 - 필리핀의 마닐라의 한 호텔에서 화재가 발생해 최소 4명이 숨졌다. 정치와 선거 - 2018년 러시아 대통령 선거: 러시아에서 대통령을 선출하기 위한 선거가 치러졌다. 푸틴이 압승하여 4선이 확정되었다. |  |      |
| 2018년 3월 18일 (일요일) |  | 편집 |

| 2018년 3월 18일 (일요일) |  | 편집 |

| \| 2018년 3월 19일 (월요일) \| \| 편집 \|                                   |  |      |
| 사회 - 대한민국 서울중앙지검이 이명박 전 대통령에 대해 구속영장을 청구했다. |  |      |
| 2018년 3월 19일 (월요일)                                                    |  | 편집 |

| 2018년 3월 19일 (월요일) |  | 편집 |

| \| 2018년 3월 20일 (화요일) \| \| 편집 \| |  |      |
| 사고 - 대한민국 충청남도 청양군 서천공주고속도로의 앵봉터널 인근에서 산사태가 발생하였다. 이로 인하여 운전자 한 명이 부상을 입었고, 3 대의 차량이 파손되었다. 한국도로공사는 복구까지 약 10여 일 이상이 소요될 것이라고 밝혔다. - 미국 애리조나주(州) 피닉스에서 자율주행차에 의한 보행자 사망사고가 발생하였다. 우버의 자율주행차에 치인 보행자 한 명이 병원으로 옮겨졌으나 숨졌으며, 이는 자율주행차에 의한 첫 보행자 사고이다. |  |      |
| 2018년 3월 20일 (화요일) |  | 편집 |

| 2018년 3월 20일 (화요일) |  | 편집 |

| \| 2018년 3월 21일 (수요일) \| \| 편집 \| |  |      |
| 경제·비즈니스 - 미국 연방준비제도(Fed, 연준)가 기준금리를 0.25% 인상(1.25∼1.50% → 1.5%~1.75%)하였다. 지난 2017년 12월 13일에 이은 인상 결정이다. 제롬 파월 신임 의장이 처음으로 연방공개시장위원회(FOMC) 회의를 주재하였으며, 금리 인상과 함께 내년(2019년) 금리 인상 횟수에 대한 전망을 2회에서 3회로 늘린다고 밝혔다. 정치 - 페루의 대통령 페드로 파블로 쿠친스키가 부패 혐의로 인한 의회의 탄핵 표결 직전 사임하였다. 문화 - 대한민국의 한양미디어그룹에서 소속된 종합 출판 계열사인 허니북스를 설립하였다. |  |      |
| 2018년 3월 21일 (수요일) |  | 편집 |

| 2018년 3월 21일 (수요일) |  | 편집 |

| \| 2018년 3월 22일 (목요일) \| \| 편집 \| |  |      |
| 경제·비즈니스 - 로버트 라이트하이저(Robert Lighthizer) 미국 무역대표부 대표는 도널드 트럼프 대통령이 대한민국, 멕시코, 브라질, 아르헨티나, 유럽 연합(EU), 캐나다, 호주에 대하여 철강 및 알루미늄 제품에 대한 관세 중단(유예)을 결정했다고 밝혔다. 앞서 트럼프 대통령은 지난 3월 8일 이와 관련한 행정명령을 서명, 승인한 바 있다. 사고 - 체코 중앙보헤미아 주(州) 크랄루피나트블타보우에 위치한 유니페트롤(Unipetrol)사(社)의 화학 공장이 폭발하는 사고가 발생해 최소 6명이 숨졌다. 지역 당국자는 저장 탱크가 폭발하였다고 밝혔다. 법과 범죄 - 대한민국 서울중앙지방법원이 이명박 전 대통령에 대해 구속영장을 발부해, 밤 11시 10분에 구속되었고, 검찰에 의해 서울동부구치소로 호송되었다. |  |      |
| 2018년 3월 22일 (목요일) |  | 편집 |

| 2018년 3월 22일 (목요일) |  | 편집 |

| \| 2018년 3월 23일 (금요일) \| \| 편집 \|                                                                     |  |      |
| 사고 - 베트남 호치민시의 한 아파트에서 화재가 발생하였다. 이 화재로 최소 13명이 숨지고, 27명이 부상을 입었다. |  |      |
| 2018년 3월 23일 (금요일)                                                                                      |  | 편집 |

| 2018년 3월 23일 (금요일) |  | 편집 |

| \| 2018년 3월 24일 (토요일) \| \| 편집 \| |  |      |
|                                           |  |      |
| 2018년 3월 24일 (토요일)                  |  | 편집 |

| 2018년 3월 24일 (토요일) |  | 편집 |

| \| 2018년 3월 25일 (일요일) \| \| 편집 \| |  |      |
| 사고 - 대한민국 흑산도 인근 해상에서 223 톤급 쾌속(快速) 여객선이 좌초하는 사고가 발생하였다. 여객선에는 163 명(승무원 5 명, 승객 158 명)이 타고있었는데, 해경 및 주변 선박의 구조 활동으로 인명 피해는 발생하지 않았다. - 러시아 케메로보의 한 쇼핑몰에서 화재가 발생하였다. 이 사고로 최소 64 명이 숨지고, 10 명 이상이 실종되었다. |  |      |
| 2018년 3월 25일 (일요일) |  | 편집 |

| 2018년 3월 25일 (일요일) |  | 편집 |

| \| 2018년 3월 26일 (월요일) \| \| 편집 \| |  |      |
|                                           |  |      |
| 2018년 3월 26일 (월요일)                  |  | 편집 |

| 2018년 3월 26일 (월요일) |  | 편집 |

| \| 2018년 3월 27일 (화요일) \| \| 편집 \| |  |      |
|                                           |  |      |
| 2018년 3월 27일 (화요일)                  |  | 편집 |

| 2018년 3월 27일 (화요일) |  | 편집 |

| \| 2018년 3월 28일 (수요일) \| \| 편집 \| |  |      |
| 외교 - 중국과 북한 두 정부에서 김정은 위원장과 시진핑 주석이 지난 4일간 베이징에서 만났다는것을 공식적으로 확인했다. 중국은 북한이 “비핵화를 약속함” 과 동시에 2018 미국과의 서밋에 대해 긍정적 모습을 보였다고 말했다.이는 김정은 위원장이 위원장 자리에 오르고 방문한 첫 국가다.미국과의 서밋은 6월전에 열릴것이라고 3월 8일 백악관에서 확인했고정확한 날짜와 장소는 정해지지 않았다. 경제 - 아랍에미리트의 첫 번째 원자력 발전소를 한국전력공사의 도움으로 르와이스에서 서쪽으로 50km 떨어진 곳에 세웠다. (The Mercury News) 사고 - 베네수엘라 발렌시아 경찰서 본부 화재: 경찰서 지하에서 발생한 화재로 인하여 최소 68 명이 숨졌다. |  |      |
| 2018년 3월 28일 (수요일) |  | 편집 |

| 2018년 3월 28일 (수요일) |  | 편집 |

| \| 2018년 3월 29일 (목요일) \| \| 편집 \| |  |      |
| 범죄 - 베네수엘라 발렌시아에서 대규모 감옥 탈출 시도로 인한 폭동으로 적어도 68명이 죽었다. 면회를 위해 감옥을 찾았던 여성들과 아이들도 죽은것으로 파악된다 (BBC) 자연재해 및 사고 - 파푸아뉴기니 뉴브리튼섬 해변에 진도 6.9의 지진이 강타했다. 진원의 깊이는 35km이었고 아직까지 직접적인 피해가 보고되진 않았다. (BBC) |  |      |
| 2018년 3월 29일 (목요일) |  | 편집 |

| 2018년 3월 29일 (목요일) |  | 편집 |

| \| 2018년 3월 30일 (금요일) \| \| 편집 \| |  |      |
|                                           |  |      |
| 2018년 3월 30일 (금요일)                  |  | 편집 |

| 2018년 3월 30일 (금요일) |  | 편집 |

| \| 2018년 3월 31일 (토요일) \| \| 편집 \|                                                                                                |  |      |
| 남북관계 - 레드벨벳, 조용필을 비롯한 윤상 예술단장이 이끄는 대한민국 예술단이 전격적으로 조선민주주의인민공화국 평양직할시를 방북하였다. |  |      |
| 2018년 3월 31일 (토요일) |  | 편집 |

| 2018년 3월 31일 (토요일) |  | 편집 |

| <          | 2018년 3월 | 2018년 3월 | 2018년 3월 | 2018년 3월  | 2018년 3월 | >           |
| 일         | 월         | 화         | 수         | 목          | 금         | 토          |
|            |            |            |            | 1 1.14 임진 | 2 15 계사  | 3 16 갑오   |
| 4 17 을미  | 5 18 병신  | 6 19 정유  | 7 20 무술  | 8 21 기해   | 9 22 경자  | 10 23 신축  |
| 11 24 임인 | 12 25 계묘 | 13 26 갑진 | 14 27 을사 | 15 28 병오  | 16 29 정미 | 17 2.1 무신 |
| 18 2 기유  | 19 3 경술  | 20 4 신해  | 21 5 임자  | 22 6 계축   | 23 7 갑인  | 24 8 을묘   |
| 25 9 병진  | 26 10 정사 | 27 11 무오 | 28 12 기미 | 29 13 경신  | 30 14 신유 | 31 15 임술  |

| - 2018년 - 2월 - 3월 - 4월 - 2018년 러시아 대통령 선거 편집하기 |

1. ↑  https://www.reuters.com/article/us-northkorea-missiles-china/china-says-north-korea-pledges-denuclearization-during-friendly-visit-idUSKBN1H305W
2. ↑  https://www.bloomberg.com/news/articles/2018-03-26/north-korean-leader-kim-jong-un-is-said-to-be-visiting-china
3. ↑  http://www.foxnews.com/politics/2018/03/08/trump-will-accept-kim-jong-uns-invitation-to-meet-white-house-says.html